# Anacraga citrina
Anacraga citrina is een vlinder uit de familie van de Dalceridae. De wetenschappelijke naam van de soort is voor het eerst geldig gepubliceerd in 1896 door Schaus.